# Rosalie (musical)
Rosalie is een musical met muziek van George Gershwin en Sigmund Romberg en teksten van Ira Gershwin en P.G. Wodehouse gebaseerd op een verhaal van William Anthony McGuire en Guy Bolton dat over een prinses uit een ver land gaat die naar Amerika komt en verliefd wordt op een luitenant van West Point.
De musical, geproduceerd door Florenz Ziegfeld, ging op 10 januari 1928 in première op Broadway in het New Amsterdam Theatre. Er waren in totaal 335 voorstellingen. De try-out (wereldpremière) was een maand eerder op 5 december 1927 in het Colonial Theatre te Boston. De musical stond onder regie van William Anthony McGuire. Hoofdrolspelers waren Marilyn Miller als prinses Rosalie, Frank Morgan als haar vader, Koning Cyril, Bobbe Arnst als Mary, Margaret Dale als de koningin en Jack Donahue als Bill, de vriend van Mary.
De decors van Joseph Urban en de kostuums van John Harkrider waren groots opgezet: een openbaar plein voor een paleis, een balzaal in West Point en een nachtclub in Parijs. De choreografie was in handen van Seymour Felix en Michel Fokine. Een koor van vierenzestig zangers en zangeressen verzorgde de achtergrond zang. De musical was een mix van operette en (jaren twintig) musical.
In 1937 werd de musical uitgebracht als film met hetzelfde verhaal maar met liedjes van Cole Porter.

## Ontstaansgeschiedenis
Twee maanden na Funny Face kwam Ziegfeld met een nieuwe musical, Rosalie, genoemd naar zijn moeder. Hij huurde voor het verhaal zijn favoriete schrijver William Anthony McGuire in. McGuire baseerde zijn verhaal enerzijds op de wereldtour die koningin Marie, prinses Ileana en prins Nicolas van Roemenië aan het maken waren, waarbij ze een stop in West Point hadden en anderzijds op de Trans-Atlantische vlucht van Charles Lindbergh. Voor de muziek huurde Ziegfeld Gershwin en Romberg in en als coauteur voor de liedteksten wilde Ziegfeld, P.G.Wodehouse. Er werkte van elke discipline twee experts mee aan de musical: verhaal (en scenario), muziek en liedteksten. Kosten noch moeite werden gespaard.

## Synopsis

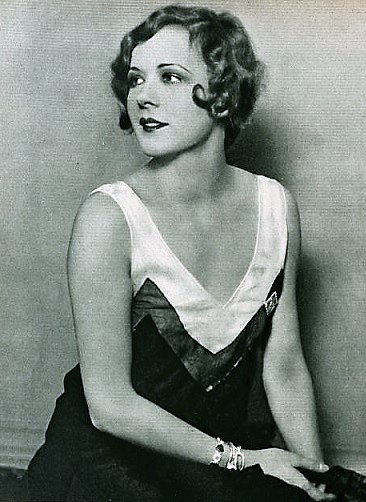
Marilyn Miller in 1929

### Eerste Akte
De musical is verdeeld in twee aktes en elf scènes en opent met een het grote plein voor het paleis in het fictieve land Romanza. De menigte verzamelt zich om de komst af te wachten van vliegenier luitenant Richard (Dick) Fay (Oliver McLennan), een cadet van West Point, (“Here They Are”) die een meisje komt opzoeken dat hij in Parijs heeft ontmoet.
Tussen de menigte staan twee Amerikanen, voormalig bokskampioen Michael O’Brien (Clarence Oliver) en zijn dochter, Mary (Bobbe Arnst) die op haar vriend Bill (Jack Donahue), ook een cadet op West Point en boezemvriend van Dick, wacht  die, volgens Mary, luitenant Fay op zijn heroïsche vlucht begeleidt (“Show Me The Town”).
Koning Cyril van Romanza (Frank Morgan), een womanizer, gaat samen met zijn vrouw (Margaret Dale) en prinses Rosalie (Marilyn Miller) met grote tegenzin op bezoek naar de VS om een lening los te peuteren voor zijn land. De koningin probeert haar dochter Rosalie te koppelen aan kapitein Carl Rabisco (Halford Young), zoon van de rijke prins Rabisco (A.P.Kaye) en vriend van de koninklijke familie. Apart van elkaar komen Dick en Bill aan in Romanza. Dick is naar Romanza gegaan omdat hij een dorpsmeisje wil ontmoeten waar hij verliefd op is geworden in deVS (in werkelijkheid prinses Rosalie) en Bill is op weg naar Mary, zijn vriendin. Wanneer Dick en Rosalie elkaar ontmoeten, beseffen ze dat ze verliefd zijn ("Say So!"). Dick ontdekt dat ze een prinses is en hij vertrekt boos naar huis.
Tijdens de zeereis op de SS Isle de France op weg naar de VS onderhouden Rosalie en Bill elkaar (“Let Me Be a Friend to You”). Dick is ondertussen gepromoveerd tot kapitein (“West Point Bugle”). Op het terras van West Point begroeten de cadets het koninklijk gezelschap (“West Point March”). Dick en Rosalie zetten hun romantische relatie voort ("Oh Gee!-Oh Joy!"). Als Dick de koningin ontmoet stemt Rosalie er echter mee in om te trouwen met kapitein Carl om te voorkomen dat Dick wordt veroordeeld ("Kingdom of Dreams"). Als voorbereiding op het huwelijk tussen Carl en Rosalie beslist de koningin dat Rosalie tijdens het verdere verblijf op West Point op de boot blijft.

### Tweede Akte
Tijdens een dansfeest in West Point (“Opening Valse”) kibbelen Mary en Bill over Amerikaanse muziek (“New York Serenade”) waar Mary dol op is. Koning Cyril flirt ondertussen met de vrouwen (“The King Can Do No Wrong”). Mary en Bill leggen hun meningsverschil over muziek bij ("Ev'rybody Knows I Love Somebody"). Rosalie komt, geholpen door Bill, de danszaal binnen vermomd als cadet ("Follow the Drum"). Mary, helemaal alleen, mijmert en vraagt zich af welke gevoelens ze heeft voor Bill ("How Long Has This Been Going On?"). Rosalie houdt zich verborgen op Bill’s kamer. Ze doet aan alle oefeningen mee (“Setting-Up Exercises”). Dick en Rosalie realiseren zich dat zo lang Rosalie koninklijke verplichtingen heeft hun relatie niets wordt. Op advies van Bill gaan ze beiden terug naar Romanza en proberen door middel van een revolutie koning Cyril te dwingen afstand te doen van de troon om zo van Rosalie’s koninklijke plichten af te komen. De revolutie loopt op niets uit en de twee worden verbannen naar Parijs. In Parijs (“The Ballet of Flowers”) treden Rosalie en een groep dansers op ("The Ballet of the Flowers"). Koning Cyril kondigt verheugt zijn aftreden aan en de verloving van Rosalie en Dick, het geluk van zijn dochter vindt hij belangrijker dan zijn koningschap (“Finale”).

## Liederen

### Eerste Akte
- Here They Are
- Show Me the Town
- Entrance of the Hussars
- Hussar March
- Say So!
- Let Me Be a Friend to You
- West Point Bugle
- West Point March
- Oh Gee-Oh Joy
- Say So! (reprise)
- Kingdom of Dreams

### Tweede Akte
- Opening Valse(in 1974 uitgebracht als het pianowerk “Merry Andrew”)
- New York Serenade
- The King Can Do No Wrong
- Everybody Knows I Love Somebody (na de try-out toegevoegd)
- Follow the Drum (na de try-out toegevoegd)
- How Long Has This Been Going On?
- Setting-Up Exercises
- Oh Gee-Oh Joy (Reprise)
- (At) The Ex-Kings' Club
- The Goddesses of Crystal
- The Ballet of the Flowers

### Niet gebruikt in de musical
- Rosalie
- Beautiful Gypsy
- Yankee Doodle Rhythm
- When Cadets Parade
- I Forget What I Started To Say
- You Know How It Is
- The Man I Love
- True To Them All
- When The Right One Comes Along

Alle vetgedrukte liederen en instrumentale gedeeltes zijn van Gershwin.

## Cast
- Oliver McLennan als luitenant Richard Fay (Dick)
- Clarence Oliver als Michael O’Brien
- Bobbe Arnst als Mary, dochter van Michael en vriendin van Bill Delroy
- Jack Donahue als Bill Delroy, boezemvriend van Dick
- Frank Morgan als koning Cyril van Romanza
- Margaret Dale als de koningin van Romanza
- Marilyn Miller als prinses Rosalie
- Halford Young als kapitein Carl Rabisco, zoon van prins Rabisco
- A.P.Kaye als prins Rabisco

## Bijzonderheden
- Zelfs voor een Broadway musical was het verhaal dik over de top.[8]
- De gebroeders Gershwin schreven zeventien nummers voor de musical terwijl Ziegfeld er maar vier besteld had.[8]
- Alleen het nummer “Under The Furlough Moon” is een coproductie van Gershwin en Romberg.[9]
- In tegenstelling tot Gershwin en Romberg schreven Ira (Gershwin) en Wodehouse wel verschillende liedteksten samen.[9]
- Een kaartje voor de eerste rang kostte $5.50 in Boston en $6.60 op Broadway. Toentertijd erg prijzig.[10]
- Net als in Show Boat liet Ziegfeld het publiek tijdens de try-out bepalen – door middel van de lengte van het applaus – welk onderdeel voor de Broadway première verwijderd moest worden uit de show. Het hielp echter niet want het publiek bleef bij elk onderdeel net zo hard klappen.[10]
- Gezien het aantal voorstellingen van 335 was Rosalie een succes.[11]
- Het lied van Gershwin “How Long Has This Been Going On?” werd de enige jazzstandard van de musical.[11] .
- Ondanks het succes is de musical Rosalie, op enkele uitvoeringen na door kleine plaatselijke revue gezelschappen in de VS, nooit meer opgevoerd.[12]
- In 1983 vond er een concert uitvoering plaats van de muziek van Rosalie waarin ook enkele voor de musical geschrapte liederen zoals “The Man I Love” en “Rosalie” werden uitgevoerd.[13]